# 한일네트웍스
한일네트웍스는 유베이스 계열의 IT 서비스 회사로 자체 인프라 구축이 어려운 기업에 자원 임대와 IT 기술을 아웃소싱하는 업체이다. 또한, 국내외 보험사의 아웃바운드 텔레마케팅 서비스를 제공해 연간 1300억 규모 매출을 내고 있다.

## 연혁
- 1998년 설립
- 2008년 3월 한일시멘트 그룹 계열사로 편입
- 2022년 경쟁사인 유베이스가 한일홀딩스로부터 경영권을 인수[7]
- 2022년 코스닥에서 자진 상장폐지[1][2]

## 사업 내용
포티넷 코리아의 대한민국 총판이며, 아마존웹서비스(AWS)의 한국총판인 에티버스와 파트너 계약을 체결했다.